# Von Thronstahl
Von Thronstahl bivši je njemački glazbeni sastav koji je postojao od 1995. do 2010. godine.

## Diskografija

### Albumi i EP-ovi
- Sturmzeit (1998.)
- Imperium Internum (2000.)
- E Pluribus Unum (2001.)
- Leipzig "Lichttaufe" 2000 (2001.)
- Re-Turn Your Revolt Into Style (2002.)
- Bellum, Sacrum Bellum!? (2003.)
- Pessoa/Cioran (2004.)
- Split (s The Days Of The Trumpet Callom) (2004.)
- Mutter der Schmerzen (2006.)
- Sacrificare (2007.)
- Germanium metallicum (2009.)
- Conscriptvm (2010.)
- Pan-European Christian Freedom Movement (sa Spreu & Weizenom) (2011.)
- Corona Imperialis (2012.)
- Vivus Romae. Live in Rome 2007/08/09 (2012.)

## Vanjske poveznice
- Službena web-stranica
- Von Thronstahl na AllMusicu
- Von Thronstahl na Discogsu